# إقليم فولتا
إقليم فولتا (بالإنجليزية: Volta Region) هو إقليم في غانا، بلغ عدد سكانه 1,878,316 نسمة وذلك حسب إحصائيات سنة 2009، عاصمته هو، تبلغ مساحته 20,570 كيلومتر مربع.

## الموقع
يشترك في الحدود مع:
- إقليم أكرا الكبرى
  - إقليم برونغ - أهافو
  - الإقليم الشرقي
  - الإقليم الشمالي.